# Johann Georg Buchner

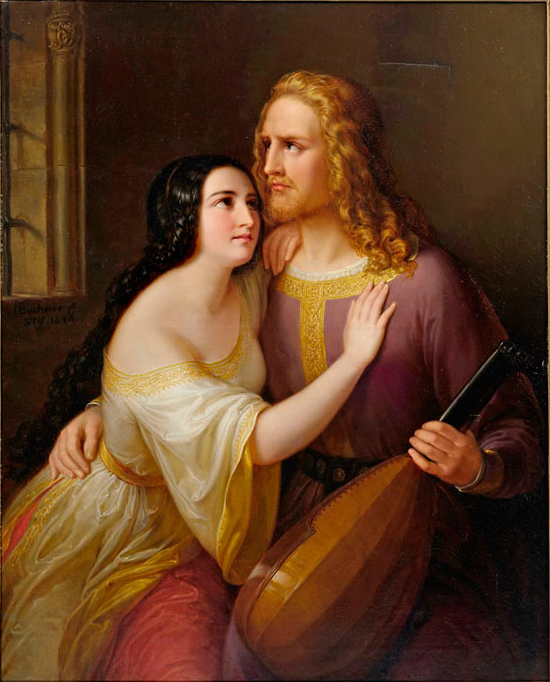
Abschied König Enzios von seiner Geliebten

Johann Georg Buchner (* 1815 in Nürnberg; † 1857 in Stuttgart) war ein deutscher Porträt- und Historienmaler, älterer Bruder des Porträtmalers und Fotografen Carl Johann Sigmund Buchner (1821–1918).
Buchner studierte seit dem 1. Juni 1838 an der Königlichen Akademie der Künste in München bei Wilhelm von Kaulbach.
Seit 1848 war er in Stuttgart ansässig. In seinen letzten Lebensjahren malte Buchner Bildnisse nach Fotografien, die wahrscheinlich sein Bruder Carl erstellte.